# Éder Mauro
Éder Mauro Cardoso Barra (Belém, 14 de dezembro de 1960), também conhecido como Delegado Éder Mauro, é um delegado de polícia e político brasileiro, filiado ao Partido Liberal (PL). Atualmente é deputado federal pelo estado do Pará. 

## Biografia
Filho de Vivaldo de Jesus Barra e Maria Trindade Martins Cardoso, Éder Mauro cursou a educação básica na Escola Estadual Pedro Amazonas Pedroso, em Belém do Pará, trabalhando como contínuo (office boy) desde os treze anos de idade.
Ao completar dezessete anos, iniciou o curso de direito da Universidade Federal do Pará (UFPA), graduando-se aos vinte e dois anos de idade.
Logo após a graduação, ingressou na carreira policial como delegado de polícia em Belém, permanecendo no cargo durante trinta anos, entre 1984 e 2014, quando disputou pela primeira vez uma eleição para deputado federal pelo Pará, conseguindo eleger-se para a 55.ª legislatura (2015-2019), à época filiado ao Partido Social Democrático (PSD), recebendo 265.983 votos e assumindo o mandato em fevereiro de 2015.
Em 5 de agosto de 2016, teve o seu nome confirmado pelo PSD para concorrer à prefeitura de Belém, em uma convenção realizada em uma casa de shows no bairro do Reduto. O deputado, porém, ocupou a terceira ocupação naquele pleito, angariando 128.549 votos (16,53%) e ficando atrás de Zenaldo Coutinho (PSDB) e Edmilson Rodrigues (PSOL).
Em 2018, Éder Mauro foi novamente eleito deputado federal pelo Pará para a 56.ª legislatura (2019-2023).

## Trajetória e atuação política

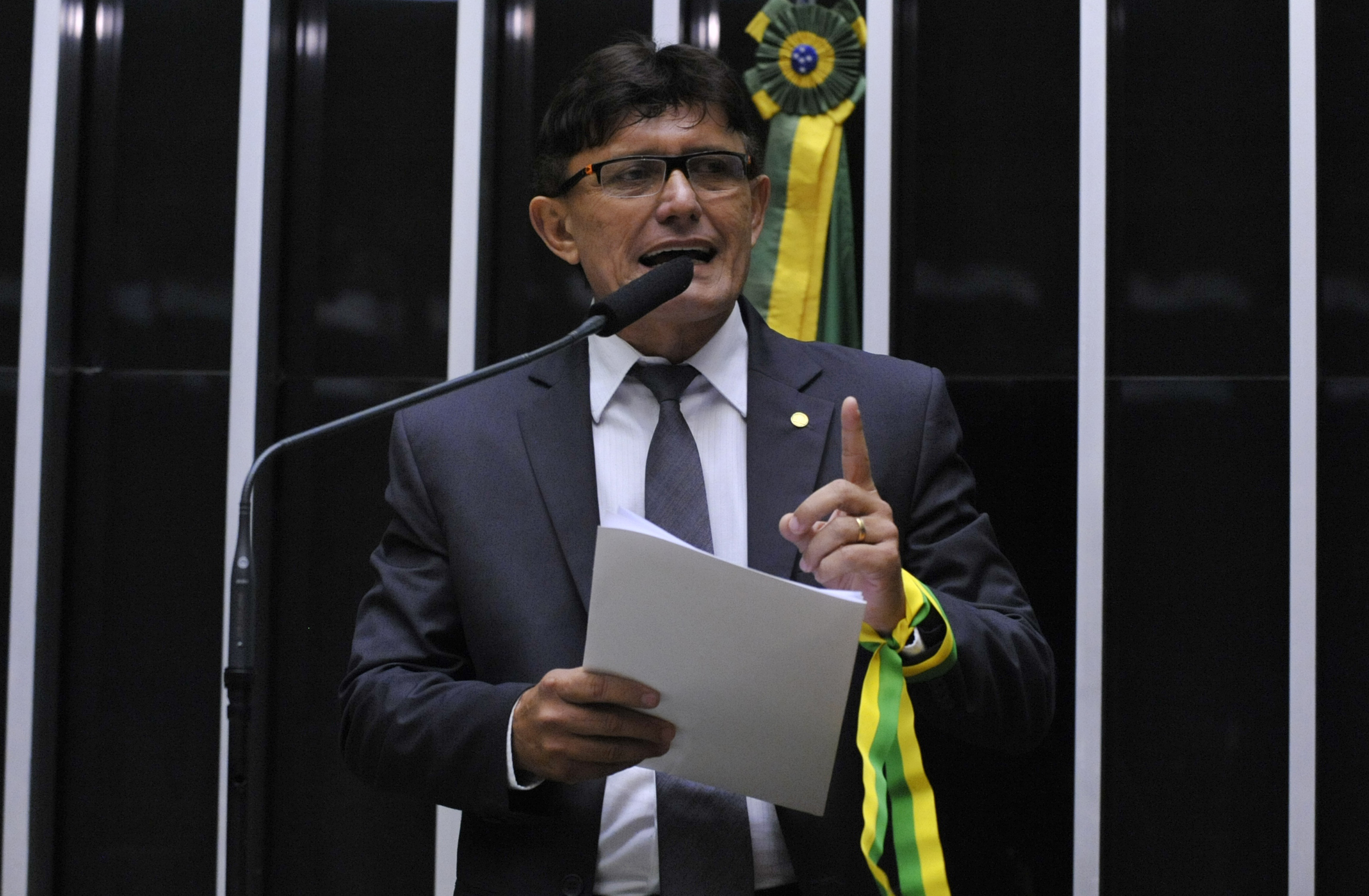
Éder Mauro, discursando em sessão especial para discussão e votação do parecer que recomenda a abertura do processo de impeachment da ex-presidente Dilma Rousseff, 15 de abril de 2016.

Durante sua primeira legislatura, Éder Mauro integrou como titular as comissões de Constituição e Justiça e de Cidadania (CCJC), Integração Nacional, Desenvolvimento Regional e da Amazônia (CINDRA), Direitos Humanos e Minorias (CDHM), Segurança Pública e Combate ao Crime Organizado (CSPCCO), Seguridade Social e Família (CSSF) e Comissão de Minas e Energia (CME). Já durante sua legislatura atual, o deputado atua como vice-líder da executiva estadual do Partido Social Democrático (PSD) no Pará e integra as comissões de Constituição e Justiça e de Cidadania (CCJC), Direitos Humanos e Minorias (CDHM) e de Segurança Pública e Combate ao Crime Organizado (CSPCCO). Além disso, em 6 de fevereiro de 2019, Éder Mauro foi eleito por unanimidade como o novo coordenador da bancada do Pará na câmara dos deputados.
Integrante da frente parlamentar conhecida como Bancada da bala, a atuação de Éder Mauro na câmara dos deputados destaca-se principalmente pela defesa da flexibilização das leis sobre o armamento civil e pelo posicionamento contrário às políticas desarmamentistas. O deputado também integra a bancada evangélica do Congresso Nacional e faz parte da base aliada do ex-presidente Jair Bolsonaro, porém, durantes as eleições estaduais de 2018 no estado do Pará, Éder Mauro defendeu a posição do PSD de integrar a base de apoio do então candidato Helder Barbalho, filiado ao Movimento Democrático Brasileiro (MDB).
Ainda sobre sua atuação na câmara dos deputados, em abril de 2016, Éder Mauro votou a favor da admissibilidade do processo de impeachment de Dilma Rousseff e, em 2017, durante o Governo Michel Temer, votou a favor da PEC do Teto dos Gastos Públicos. No mês de abril do mesmo ano, o deputado foi favorável à Reforma Trabalhista e, em agosto, votou contra o processo em que se pedia abertura de investigação do presidente Michel Temer, ajudando a arquivar a denúncia do Ministério Público Federal.
Em 2024, Éder Mauro se candidatou como prefeito da capital Belém, chegando ao segundo turno, mas foi derrotado por Igor Normando, do MDB. O deputado recebeu 326.411 votos, equivalentes a 43,64% dos votos válidos.

## Desempenho eleitoral
| Ano  | Eleição            | Coligação                                                                       | Partido | Candidato a      | Votos            | Resultado  |
| ---- | ------------------ | ------------------------------------------------------------------------------- | ------- | ---------------- | ---------------- | ---------- |
| 2014 | Estaduais do Pará  | União pelo Pará (PSDB / PSD / PSB / PP / PSC / PTB / PPS / PTdoB / PTC)         | PSD     | Deputado Federal | 265.983 (7,08%)  | Eleito     |
| 2016 | Municipal de Belém | sem coligação                                                                   | PSD     | Prefeito         | 128.549 (16,53%) | Não eleito |
| 2018 | Estaduais do Pará  | Renovação e trabalho (MDB / PR / PP / PTB / PSC / PSL / PRB / PMB / PHS / PODE) | PSD     | Deputado Federal | 145.653 (3,68%)  | Eleito     |
| 2022 | Eleições Estaduais | sem coligação                                                                   | PL      | Deputado Federal | 205.543 (4,53%)  | Eleito     |
| 2024 | Municipal de Belém | sem coligação                                                                   | PL      | Prefeito         | 326.411 (43,64%) | Não eleito |

## Controvérsias

### Acusações de crimes praticados
Em 2013, o deputado e outros cinco policiais já haviam sido acusados por torturar e forjar um flagrante de extorsão contra uma mulher que, supostamente, teria sido atraída ao escritório do então prefeito da cidade de Santa Izabel do Pará, Marió Kató (PMDB), para ser paga por uma dívida mas foi abordada e agredida pelos policiais. Ainda no mesmo ano, os acusados foram absolvidos por falta de provas.
Em setembro de 2015, o Tribunal de Justiça do Estado do Pará remeteu ao Supremo Tribunal Federal (STF), um processo contra Éder Mauro por omissão em crimes de extorsão e tortura, supostamente praticados por agentes sob sua liderança enquanto delegado da polícia civil do Pará. O caso foi julgado improcedente por falta de provas em 2016 pela Segunda Turma do STF, o que levou a sua absolvição.
Em 1 de maio de 2019, Éder Mauro teve seu perfil oficial no Facebook removido devido à publicação de conteúdos considerados violentos e que violavam as diretrizes do site. Já em 26 de maio do mesmo mês, durante uma eleição para associação de moradores em Belém, Éder Mauro foi acusado de agredir a advogada e servidora pública Bruna Lorrane. Segundo Bruna, as agressões lhe causaram vários "hematomas" pelo corpo. Éder Mauro classificou as acusações como "fake news".
Em julho de 2019, Mauro foi denunciado à Procuradoria Geral da República por suposto crime de homofobia. Ele teria criticado o fato de um estudante e ativista LGBTI ter sido eleito coordenador-geral do Diretório Central de Estudantes. O estudante disse que o episódio configurava "ato de homofobia" e que, após o ocorrido, passara a sofrer manifestações de ódio na internet.
Também ficou conhecido por haver gastado, no ano de 2020, cento e dois mil reais de sua cota parlamentar com o aluguel de lanchas.

### Acusação de quebra de decoro parlamentar
Em 2015, o então deputado federal Jean Wyllys classificou como fraude um vídeo postado por Éder Mauro, e o acusou de manipular falas antigas fora de contexto com a intenção de prejudicar a imagem pública de Jean. Mauro respondeu ao Conselho de Ética da câmara dos deputados pela divulgação do vídeo mas negou ter sido o autor da manipulação. Em setembro de 2017, porém, o Conselho de Ética arquivou por unanimidade o processo por quebra de decoro contra o deputado Éder Mauro e não aplicou nenhuma punição.

### Impunidade a políticos acusados de assassinato
Em 10 de abril de 2024, Éder Mauro foi um dos deputados que votou na Comissão de Constituição e Justiça da Câmara dos Deputados em favor da soltura do deputado Chiquinho Brazão que é acusado pela Polícia Federal de ser mandante do assassinato da ex-vereadora carioca Marielle Franco e, também, de possuir vínculos com organizações criminosas milicianas do Rio de Janeiro.